# Een mooie jonge vrouw
Een mooie jonge vrouw is het boekenweekgeschenk van 2014, geschreven door Tommy Wieringa. Het kwam uit op 8 maart 2014, op de eerste dag van de Boekenweek, die in 2014 als motto "Reizen" hanteerde. De auteur doet niet veel met het opgegeven thema.

## Samenvatting
Getalenteerd viroloog professor dr. Edward Landauer wordt op een Utrechts terras getroffen door de kont en blonde haren van Ruth Walta. Wat volgt is een hartstochtelijke relatie tussen een 42-jarige geslaagde wetenschapper en een 27-jarige studente. Na enkele jaren normaliseert hun verhouding. Ze verovert zijn huis en rondt haar studie af. Ze trouwen en krijgen met enige hulp van de medische wetenschap een zoon Morris.
Maar dan is in het hoofd van Edward al gebeurd waar zijn schoonvader hem voor had gewaarschuwd. Hij trekt het niet meer. Om zich te bewijzen stort hij zich op zijn laborante, Marjolein van Unen, 7 jaar jonger dan Ruth met een afwezige vriend Michel bij de Mariniers in Afghanistan. 
Morris blijkt een huilbaby en volgens Ruth komt dat omdat hij allergisch is voor zijn vader. Edward wordt steeds meer naar de marge van de relatie verbannen. Na een periode op zolder gaat hij op proef het huis uit en belandt via zijn lab bij zwager Friso en zoon Hunter op een vakantiepark. Het huisje had Edward voor zijn probleemrijke zwager eerder gehuurd.
Edward is dan al de wacht aangezegd door zijn baas Jaap Gerson. Hij heeft zich vergrepen aan een ondergeschikte analiste, en dat is tegen de code. Marjolein legt hem fijntjes uit dat Jaap bij haar was toen haar mobieltje zijn gesprekaanvraag liet zien. Gedesillusioneerd maakt Edward de balans op van zijn wetenschappelijk bestaan. In zijn laatste college voor de vakantie beschrijft hij zijn studenten aan de hand van het voorbeeld van een enkele kip hoe wreed de bio-industrie werkt. De studenten laten de huilende man achter op het podium, waarbij één meisje vergeefs contact zoekt.